# (5895) 1982 UF2
(5895) 1982 UF2 là một tiểu hành tinh vành đai chính. Nó được phát hiện bởi Zdeňka Vávrová ở Đài thiên văn Kleť gần České Budějovice, Cộng hòa Séc, ngày 16 tháng 10 năm 1982.